# Luiz Gustavo
Luiz Gustavo Dias (Pindamonhangaba, Estado de São Paulo, Brasil, 23 de julio de 1987) es un futbolista brasileño que juega como centrocampista en el São Paulo F. C. del Campeonato Brasileño de Serie A.

## Carrera

### Corinthians Alagoano (2007)
Comenzó su carrera como un niño en la escuela de fútbol del profesor Evaldo Machado en Pindamonhangaba, jugando en los equipos amateurs de la ciudad. En su juventud, Luiz Gustavo jugó en el Universal FC Rio Largo, hasta que el 28 de noviembre de 2006 fue fichado por el SC Corinthians Alagoano de cara al año 2007, un club que militaba en la división de Maceió, capital del nororiental estado brasileño de Alagoas. De esta manera, inició su carrera profesional en el fútbol. En la primera etapa de la Copa Maceió jugaría bastante y ayudaría a que su equipo quedara ubicado en el segundo lugar de la tabla, clasificando a la siguiente fase. 
Su primer gol profesional ocurrió el 10 de abril en la victoria por 5-1 frente al Murici, anotando el tercer gol del partido. Volvería a anotar 3 días después en la victoria por 1-4 sobre el ASA. En la hexagonal final de la Copa Maceió quedarían ubicados en el tercer lugar de la tabla. Sin embargo, Luiz Gustavo jugó con mayor regularidad durante esta etapa del torneo, disputando 21 partidos con 2 goles marcados. A pesar de haber iniciado como lateral izquierdo, pronto lograría consolidarse en la posición de mediocampista central.

### Clube de Regatas Brasil (2007)
En mayo de 2007, fue cedido durante dos meses al Clube de Regatas Brasil, perteneciente a la segunda división brasileña. En el equipo de Alagoas rápidamente consiguió destacar, desempeñándose como mediocampista central. Conseguiría anotar su primer gol el 28 de agosto en la victoria por 1-2 sobre Fortaleza. Durante el poco tiempo que estuvo logró ser un aporte para su equipo, disputando 14 encuentros con 1 gol anotado.

### TSG 1899 Hoffenheim (2007-2011)
El 31 de agosto de 2007, cerca del cierre del mercado invernal europeo, fue cedido a préstamo al TSG 1899 Hoffenheim, que en ese entonces militaba en la 2. Bundesliga. Realizó su debut el 16 de septiembre tras entrar a los 65 minutos de partido en reemplazo de Dragan Paljic, en la victoria por 3-1 sobre el VfL Osnabrück, encuentro válido por la quinta fecha de la temporada 2007/08. Bajo el mando del alemán Ralf Rangnick, Luiz Gustavo se convertiría en titular indiscutido en su equipo, lo que provocaría que el 1 de abril de 2008 el Hoffenheim ejerciera la opción de compra del jugador, firmando por 3 años con el club. La temporada 2007-08 sería exitosa para el jugador, ya que disputaría 27 partidos y sería uno de los jugadores claves en el segundo lugar conseguido, logrando de esta manera el ascenso a la Bundesliga.
Durante la temporada 2008-09, Luiz Gustavo continuaría cumpliendo un rol clave en el mediocampo del Hoffenheim, disputando 28 encuentros, siendo titular en 27 de estos, a pesar de ser su primera experiencia en primera división. Realizó su debut en la Bundesliga el 16 de agosto de 2008 en la victoria por 0-3 sobre el Energie Cottbus en calidad de visitante. El Hoffenheim lograría a final de temporada un sorpresivo séptimo lugar, quedando a solamente 6 puntos de obtener la clasificación a la Liga Europa de la UEFA 2009-10.
En la temporada 2009-10 de la Bundesliga, aún como titular indiscutido en el Hoffenheim, el rendimiento del equipo sería inferior al mostrado la temporada anterior. Su equipo terminó ubicado en el decimoprimer lugar con 42 puntos, 13 puntos menos que la temporada anterior. Luiz Gustavo disputó 27 partidos, siendo parte del once inicial en 26 de estos.
Su rol importante en el equipo se acrecentó en el inicio de la temporada 2010/11, siendo clave en las anotaciones de sus compañeros con sus asistencias. El 18 de septiembre anotó su primer gol por el club en el empate a 2 frente al 1. FC Kaiserslautern marcando a los 39 minutos el 1-0 transitorio, válido por la cuarta fecha de la Bundesliga. De esta forma, se convirtió en el jugador n.º 3000 en marcar en la Bundesliga. Su segundo gol ocurriría el 18 de diciembre en el empate a 2 frente al VfL Wolfsburgo en calidad de visitante. Hasta antes del fin de la primera vuelta de la temporada 2010/11, Luiz Gustavo disputó 17 partidos con 2 goles anotados, lo que valió el interés de algunos clubes y que incluso se rumoreara la posibilidad de que jugara por la selección de Alemania. El 3 de enero de 2011 se anunció su traspaso al Bayern de Múnich, lo que desencadenó una polémica entre el club y su entrenador Ralf Rangnick, quien nunca fue informado de esta transferencia. Esto llevaría a que el técnico alemán abandonara el club, ya que esto fue tomado como una falta de respeto.

### Bayern Múnich (2011-2013)
El 3 de enero de 2011, Luiz Gustavo fue traspasado al Bayern de Múnich, llegando al club bávaro con la misión de reemplazar en el mediocampo al holandés Mark van Bommel. El costo de la transferencia varía entre los €15–20 millones. 12 días después, realizó su debut por el Bayern entrando a los 69 minutos de partido por Anatoliy Tymoschuk en el empate a 1 con el VfL Wolfsburgo en calidad de visitante. El 23 de febrero realizó su debut en competiciones internacionales europeas tras disputar de titular la victoria por 0-1 por el encuentro de ida por los octavos de final de la Liga de Campeones 2010-11 sobre el campeón vigente, el Inter de Milán.  El 26 de febrero anotó su primer gol por el Bayern en la derrota por 1-3 frente al Borussia Dortmund, tras rematar luego de un centro de Franck Ribéry. A pesar de la salida de Louis van Gaal y la llegada en abril de Andries Jonker como técnico interino, Luiz Gustavo no se vería perjudicado y en la media temporada disputada en el Bayern lograría la titularidad indiscutida con 15 partidos jugados y 1 gol. Su equipo quedaría ubicado en la tercera posición, a 10 puntos del Borussia Dortmund que se consagraría campeón de la temporada 2010/11, aunque lograrían conseguir la clasificación a los play-offs de la Liga de Campeones 2011-12. Además, se destacaría la polivalencia del jugador, quien durante la temporada se desempeñó no solo como mediocampista, también como Lateral izquierdo e incluso como Defensor central.
La temporada 2011/12 inició de buena manera, ya que el 13 de agosto de 2011 frente al VfL Wolfsburgo anotaría en el minuto 91 el gol con el que su equipo ganaría por 0-1, en un encuentro válido por la segunda fecha de la Bundesliga. Sin embargo, posteriormente dejaría de ser titular indiscutido bajo el mando de Jupp Heynckes. En la Bundesliga completaría 28 apariciones y una anotación, pero saldrían segundos en la competición detrás del Borussia Dortmund. Esto se repetiría en la DFB Pokal donde perderían la final por 5-2 frente al Borrusia Dortmund, la cual Luiz Gustavo disputó de titular, hasta ser reemplazado en el entretiempo por Thomas Müller. Luiz Gustavo sería un jugador clave en la campaña realizada en la Liga de Campeones 2011-12, sin embargo se perdería la final perdida a penales frente al Chelsea F. C. debido a acumulación de tarjetas amarillas. Siendo esta su primera temporada completa en el Bayern, Luiz Gustavo disputó 46 partidos contando todas las competiciones.
Luiz Gustavo comenzó la temporada 2012-13 jugando el 12 de agosto todo el partido en la victoria por 2-1 sobre el Borussia Dortmund, consiguiendo de esta forma ganar la Supercopa de Alemania 2012. A pesar de la llegada del mediocampista español Javi Martínez al club, esto motivaría aún más a Luiz Gustavo para jugar a gran nivel durante la primera parte de la temporada. El 2 de septiembre anotaría su primer gol en la Bundesliga 2012/13 en la goleada por 6-1 sobre el VfB Stuttgart. Su segundo gol llegaría el 29 de septiembre en la victoria por 0-2 frente al Werder Bremen. El 20 de octubre marcaría su tercer gol en la temporada frente al Fortuna Düsseldorf, cuyo encuentro terminó 0-5 a favor del Bayern. Sus buenas actuaciones se verían interrumpidas lamentablemente, tras sufrir en noviembre una lesión en la ingle teniendo que ser operado, quedando fuera de las canchas lo que restaba de 2012. Tras regresar a las canchas en febrero de 2013, le costaría retomar la regularidad con la que venía jugando hasta antes de la lesión. El 11 de mayo en la penúltima fecha del torneo, anotó su cuarto gol en la temporada en la victoria por 3-0 sobre el Augsburgo. El Bayern conseguiría con varias fechas de anticipación el título de la temporada 2012/13 de la Bundesliga, con 91 puntos. En dicha competencia, Luiz Gustavo disputó 22 encuentros con 4 goles convertidos. El 25 de mayo el Bayern se proclama campeón de la Liga de Campeones tras ganar 2-1 al Borussia Dortmund en el Estadio de Wembley, ingresando en el tiempo de descuento en reemplazo de Franck Ribéry. Finalmente, el 1 de junio, el Bayern gana 3-2 al Stuttgart, proclamándose campeón de la Copa de Alemania y completando así el primer triplete en la historia del fútbol alemán. Luiz Gustavo completaría 46 partidos y 4 goles en total de todas las competiciones disputadas en la temporada 2012-13. 
Ya iniciada la temporada 2013-14, la llegada de Pep Guardiola a la dirección técnica del Bayern le perjudicaría, ya que no lograría entrar en los planes del estratega español. De hecho, el 27 de julio solo vería desde el banco la derrota de su equipo por 4-2 frente al Borussia Dortmund por la Supercopa de Alemania 2013.

### Wolfsburgo (2013-2017)
El 16 de agosto de 2013 se anunció que Luiz Gustavo era transferido al VfL Wolfsburgo, en un contrato que lo uniría al club hasta el año 2018. Realizó su debut el día siguiente, siendo titular en la victoria por 4-0 sobre el Schalke 04 en el Volkswagen Arena, encuentro válido por la segunda fecha de la Bundesliga 2013/14. Su primer gol por el equipo ocurrió el 20 de octubre en la victoria por 1-2 sobre el Augsburgo. El 8 de febrero de 2014 anotó en la victoria por 3-0 frente al Maguncia 05. El 22 de febrero anotó su tercer gol en la temporada en la victoria por 3-1 sobre el Bayer Leverkusen. Su cuarto gol en la temporada lo anotaría el 15 de marzo en el empate a 1 con el Eintracht Braunschweig. Finalmente el equipo de Los Lobos quedaría ubicado en la quinta ubicación con 60 puntos, obteniendo la clasificación a la fase de grupos de la Liga Europea 2014-15. En la temporada fue titular indiscutido, disputando 29 partidos con 4 goles convertidos.
En la temporada 2014-15 continuaría como titular indiscutido, siendo una pieza clave en el mediocampo del equipo dirigido por Dieter Hecking. Su primera anotación en la temporada ocurrió el 23 de octubre de 2014 en la victoria por 2-4 sobre el FC Krasnodar por la fase de grupos de la Liga Europea 2014-15, siendo esta su primera anotación en competencias internacionales. El 29 de octubre anotó un doblete en la victoria por 4-1 frente al 1. FC Heidenheim 1846 por la segunda ronda de la Copa de Alemania 2014-15.  Su primera anotación en la Bundesliga 2014/15 fue el 22 de marzo de 2015 en el empate a 1 con el Maguncia 05. El 29 de abril anotó en la semifinal de la Copa de Alemania en la victoria sobre el Arminia Bielefeld por 0-4. Durante la última fecha de la Bundesliga, anotó su segundo gol en la competición en el empate a 2 con el F. C. Colonia. El equipo obtendría en la Bundesliga un meritorio segundo lugar, a 10 puntos del Bayern de Múnich, quien se consagraría campeón de la temporada. Luiz Gustavo disputó en el torneo 31 encuentros y anotó 2 goles. El 30 de mayo se consagró campeón de la Copa de Alemania 2014-15 tras vencer por 3-1 en la final al Borussia Dortmund, anotando el empate transitorio de su equipo, siendo esta la primera vez que el Wolfsburgo gana esta competición. Completó 47 encuentros y 7 goles a lo largo de todas las competiciones que disputó en la temporada 2014-15.
La temporada 2015-16 comenzó de gran manera para el mediocampista, ya que aunque no jugó, el 1 de agosto se consagró campeón de la Supercopa de Alemania 2015 tras vencer por 5-4 a penales a su exequipo, el Bayern Múnich, tras empatar a 1 en el tiempo reglamentario.

### Marsella y Fenerbahçe S. K.
El 4 de julio de 2017 fichó hasta 2021 por el conjunto francés que pagó 8 millones de euros al VfL Wolfsburgo.[cita requerida]
El 2 de septiembre de 2019 firmó un contrato con el Fenerbahçe S. K. para las siguientes cuatro temporadas. Cumplió tres de ellas y en julio de 2022 se unió al Al-Nassr saudí que entrenaba Rudi García, quien ya lo dirigió en Marsella. Tras un único año allí, el siguiente 1 de julio fue liberado.

## Selección nacional

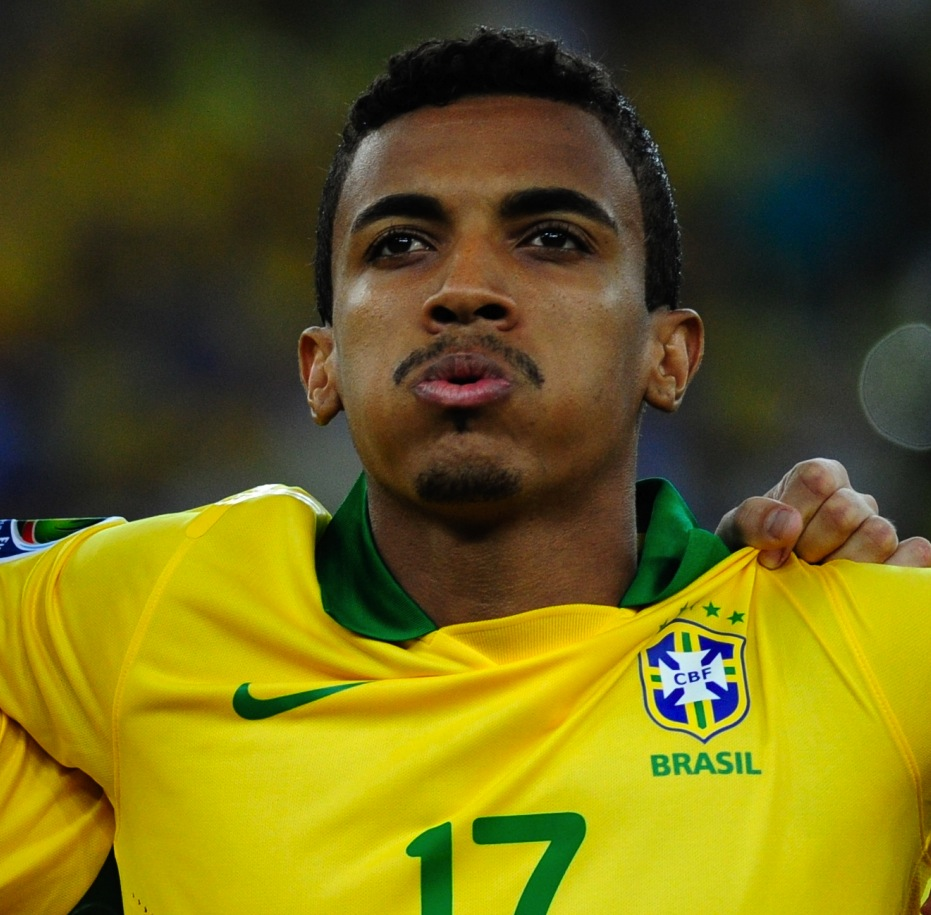
Luiz Gustavo jugando para en 2013.

Su debut oficial con la selección absoluta de Brasil ocurrió bajo el mando de Mano Menezes el 10 de agosto de 2011 en un partido amistoso contra Alemania, entrando en la derrota por 3-2 a los 86 minutos en reemplazo de André Santos. Tras su debut, seguiría siendo convocado durante las siguientes nóminas de lo que restaba del año 2011. Tras más de 1 año sin ser convocado, retornaría a la selección en marzo de 2013 tras ser nominado por el nuevo técnico Luiz Felipe Scolari para los amistosos con Italia y Rusia. 
El 14 de mayo de 2013 se confirma la convocatoria de Brasil para la Copa Confederaciones, con Luiz Gustavo entre los convocados. En la competición se afianzaría como titular indiscutido en el mediocampo junto a Paulinho, disputando los 5 partidos de manera completa, incluida la final en la que derrotaron por 3-0 a España en el Estadio Maracaná para consagrarse campeón. Además, fue ubicado en el noveno lugar del índice Castrol EDGE Index que premia la regularidad de los jugadores en el torneo, con 8.98 puntos de 10. Poco después anotaría su primer gol por Brasil el 6 de septiembre en la victoria por 6-0 sobre Australia.
El 7 de mayo de 2014 fue incluido por Luiz Felipe Scolari en la lista final de 23 jugadores que representarían a Brasil en la Copa Mundial de Fútbol de 2014 a disputarse en su país. El 12 de junio debutaría por primera vez en un mundial ante Croacia en la victoria por 3-1 sobre los croatas, siendo amonestado a los 88 minutos de juego. Tras un empate sin goles frente a México y una victoria por 4-1 sobre Camerún, lograrían clasificarse primeros en el Grupo A. En octavos de final vencerían a Chile por 3-2 en la tanda de penales, tras empatar a 1 en el tiempo reglamentario. En dicho encuentro recibió tarjeta amarilla, la cual lo dejó suspendido para el duelo de cuartos de final frente a Colombia, a quien vencerían por 2-1. Retornaría al equipo titular en los últimos 2 partidos del torneo, formando parte de la histórica derrota en semifinales por 1-7 frente a Alemania y de la derrota por 0-3 frente a Países Bajos en el encuentro por el tercer lugar, logrando el cuarto puesto del torneo.
Tras la decepcionante participación en el mundial, Luiz Gustavo continuaría siendo convocado a la selección por el nuevo técnico Dunga. El 26 de marzo de 2015 anotaría su segundo gol por Brasil en la victoria por 3-1 sobre Francia. El 5 de mayo fue incluido en la nómina de 23 jugadores para participar en la Copa América 2015 a realizarse en Chile. Sin embargo, debido a una lesión en la rodilla de la cual tendría que ser operado tuvo que ser reemplazado en el listado por Fred.
 Actualizado el 17 de noviembre de 2015.
| Selección       | Año   | Amistosos | Amistosos | Copa América | Copa América | Copa Mundial | Copa Mundial | Eliminatorias | Eliminatorias | Copa Confederaciones | Copa Confederaciones | Total | Total |
| Selección       | Año   | Part.     | Goles     | Part.        | Goles        | Part.        | Goles        | Part.         | Goles         | Part.                | Goles                | Part. | Goles |
| --------------- | ----- | --------- | --------- | ------------ | ------------ | ------------ | ------------ | ------------- | ------------- | -------------------- | -------------------- | ----- | ----- |
| Brasil · Brasil | 2011  | 2         | 0         | -            | -            | -            | -            | -             | -             | -                    | -                    | 2     | 0     |
| Brasil · Brasil | 2012  | 0         | 0         | -            | -            | -            | -            | -             | -             | -                    | -                    | 0     | 0     |
| Brasil · Brasil | 2013  | 9         | 1         | -            | -            | -            | -            | -             | -             | 5                    | 0                    | 14    | 1     |
| Brasil · Brasil | 2014  | 9         | 0         | -            | -            | 6            | 0            | -             | -             | -                    | -                    | 15    | 0     |
| Brasil · Brasil | 2015  | 3         | 1         | -            | -            | -            | -            | 4             | 0             | -                    | -                    | 7     | 1     |
| Brasil · Brasil | Total | 23        | 2         | -            | -            | 6            | 0            | 4             | 0             | 5                    | 0                    | 38    | 2     |

### Participaciones en Copas del Mundo
| Mundial              | Sede   | Resultado     | Partidos | Goles |
| -------------------- | ------ | ------------- | -------- | ----- |
| Copa Mundial de 2014 | Brasil | Cuarto puesto | 6        | 0     |

### Participaciones en clasificación a Copas del Mundo
| Eliminatorias            | País  | Resultado   | Posición | Partidos | Goles |
| ------------------------ | ----- | ----------- | -------- | -------- | ----- |
| Eliminatorias Rusia 2018 | Rusia | Clasificado | 1.º      | 4        | 0     |

### Partidos internacionales
Actualizado al último partido jugado el 17 de noviembre de 2015.
| 1     | 10 de agosto de 2011     | Mercedes-Benz Arena, Stuttgart, Alemania                  | Alemania       | 3-2      | Brasil       |       | Amistoso                             |
| 2     | 7 de octubre de 2011     | Estadio Nacional de Costa Rica, San José, Costa Rica      | Costa Rica     | 0-1      | Brasil       |       | Amistoso                             |
| 3     | 21 de marzo de 2013      | Stade de Genève, Ginebra, Suiza                           | Italia         | 2-2      | Brasil       |       | Amistoso                             |
| 4     | 2 de junio de 2013       | Estadio Maracaná, Río de Janeiro, Brasil                  | Brasil         | 2-2      | Inglaterra   |       | Amistoso                             |
| 5     | 9 de junio de 2013       | Arena do Grêmio, Porto Alegre, Brasil                     | Brasil         | 3-0      | Francia      |       | Amistoso                             |
| 6     | 15 de junio de 2013      | Estadio Nacional, Brasilia, Brasil                        | Brasil         | 3-0      | Japón        |       | Copa Confederaciones 2013            |
| 7     | 19 de junio de 2013      | Estadio Castelão, Fortaleza, Brasil                       | Brasil         | 2-0      | México       |       | Copa Confederaciones 2013            |
| 8     | 22 de junio de 2013      | Arena Fonte Nova, Salvador de Bahía, Brasil               | Italia         | 2-4      | Brasil       |       | Copa Confederaciones 2013            |
| 9     | 26 de junio de 2013      | Estadio Mineirão, Belo Horizonte, Brasil                  | Brasil         | 2-1      | Uruguay      |       | Copa Confederaciones 2013            |
| 10    | 30 de junio de 2013      | Estadio Maracaná, Río de Janeiro, Brasil                  | Brasil         | 3-0      | España       |       | Copa Confederaciones 2013            |
| 11    | 14 de agosto de 2013     | St. Jakob Park, Basilea, Suiza                            | Suiza          | 1-0      | Brasil       |       | Amistoso                             |
| 12    | 6 de septiembre de 2013  | Estadio Nacional, Brasilia, Brasil                        | Brasil         | 6-0      | Australia    |       | Amistoso                             |
| 13    | 10 de septiembre de 2013 | Gillette Stadium, Boston, Estados Unidos                  | Brasil         | 3-1      | Portugal     |       | Amistoso                             |
| 14    | 12 de octubre de 2013    | Estadio Mundialista de Seúl, Seúl, Corea del Sur          | Corea del Sur  | 0-2      | Brasil       |       | Amistoso                             |
| 15    | 16 de noviembre de 2013  | Sun Life Stadium, Miami, Estados Unidos                   | Honduras       | 0-5      | Brasil       |       | Amistoso                             |
| 16    | 19 de noviembre de 2013  | Rogers Centre, Toronto, Canadá                            | Brasil         | 2-1      | Chile        |       | Amistoso                             |
| 17    | 5 de marzo de 2014       | Estadio Soccer City, Johannesburgo, Sudáfrica             | Sudáfrica      | 0-5      | Brasil       |       | Amistoso                             |
| 18    | 3 de junio de 2014       | Estadio Serra Dourada, Goiânia, Brasil                    | Brasil         | 4-0      | Panamá       |       | Amistoso                             |
| 19    | 6 de junio de 2014       | Estadio Morumbi, São Paulo, Brasil                        | Brasil         | 1-0      | Serbia       |       | Amistoso                             |
| 20    | 12 de junio de 2014      | Arena Corinthians, São Paulo, Brasil                      | Brasil         | 3-1      | Croacia      |       | Copa Mundial de Fútbol de 2014       |
| 21    | 17 de junio de 2014      | Estadio Castelão, Fortaleza, Brasil                       | Brasil         | 0-0      | México       |       | Copa Mundial de Fútbol de 2014       |
| 22    | 23 de junio de 2014      | Estadio Nacional, Brasilia, Brasil                        | Camerún        | 1-4      | Brasil       |       | Copa Mundial de Fútbol de 2014       |
| 23    | 28 de junio de 2014      | Estadio Mineirão, Belo Horizonte, Brasil                  | Brasil         | 1-1 3-2p | Chile        |       | Copa Mundial de Fútbol de 2014       |
| 24    | 8 de julio de 2014       | Estadio Mineirão, Belo Horizonte, Brasil                  | Brasil         | 1-7      | Alemania     |       | Copa Mundial de Fútbol de 2014       |
| 25    | 12 de julio de 2014      | Estadio Nacional, Brasilia, Brasil                        | Brasil         | 0-3      | Países Bajos |       | Copa Mundial de Fútbol de 2014       |
| 26    | 5 de septiembre de 2014  | Sun Life Stadium, Miami, Estados Unidos                   | Brasil         | 1-0      | Colombia     |       | Amistoso                             |
| 27    | 9 de septiembre de 2014  | MetLife Stadium, East Rutherford, Estados Unidos          | Brasil         | 1-0      | Ecuador      |       | Amistoso                             |
| 28    | 11 de octubre de 2014    | Estadio Nacional de Pekín, Pekín, China                   | Brasil         | 2-0      | Argentina    |       | Superclásico de las Américas de 2014 |
| 29    | 14 de octubre de 2014    | Estadio Nacional de Singapur, Kallang, Singapur           | Japón          | 0-4      | Brasil       |       | Amistoso                             |
| 30    | 12 de noviembre de 2014  | Estadio Olímpico Atatürk, Estambul, Turquía               | Turquía        | 0-4      | Brasil       |       | Amistoso                             |
| 31    | 18 de noviembre de 2014  | Estadio Ernst Happel, Viena, Austria                      | Austria        | 1-2      | Brasil       |       | Amistoso                             |
| 32    | 26 de marzo de 2015      | Stade de France, Saint-Denis, Francia                     | Francia        | 1-3      | Brasil       |       | Amistoso                             |
| 33    | 5 de septiembre de 2015  | Red Bull Arena, Harrison, Estados Unidos                  | Brasil         | 1-0      | Costa Rica   |       | Amistoso                             |
| 34    | 8 de septiembre de 2015  | Gillette Stadium, Foxborough, Estados Unidos              | Estados Unidos | 1-4      | Brasil       |       | Amistoso                             |
| 35    | 8 de octubre de 2015     | Estadio Nacional Julio Martínez Prádanos, Santiago, Chile | Chile          | 2-0      | Brasil       |       | Clasificatorias a Rusia 2018         |
| 36    | 13 de octubre de 2015    | Estadio Castelão, Fortaleza, Brasil                       | Brasil         | 3-1      | Venezuela    |       | Clasificatorias a Rusia 2018         |
| 37    | 13 de noviembre de 2015  | Estadio Monumental, Buenos Aires, Argentina               | Argentina      | 1-1      | Brasil       |       | Clasificatorias a Rusia 2018         |
| 38    | 17 de noviembre de 2015  | Arena Fonte Nova, Salvador de Bahía, Brasil               | Brasil         | 3-0      | Perú         |       | Clasificatorias a Rusia 2018         |
| Total |                          |                                                           | Presencias     | 38       |              | Goles | 2                                    |

## Estadísticas

### Clubes
Actualizado al último partido jugado el 5 de diciembre de 2024.
| Club | Div.          | Temporada     | Liga  | Liga  | Estatal | Estatal | Copas nacionales(1) | Copas nacionales(1) | Torneos internacionales(2) | Torneos internacionales(2) | Total | Total |
| Club | Div.          | Temporada     | Part. | Goles | Part.   | Goles   | Part.               | Goles               | Part.                      | Goles                      | Part. | Goles |
| --- | ------------- | ------------- | ----- | ----- | ------- | ------- | ------------------- | ------------------- | -------------------------- | -------------------------- | ----- | ----- |
| Corinthians Alagoano · Brasil | 1.ª           | 2007          | 21    | 2     | ―       | ―       | ―                   | ―                   | ―                          | ―                          | 21    | 2     |
| Corinthians Alagoano · Brasil | Total club    | Total club    | 21    | 2     | ―       | ―       | ―                   | ―                   | ―                          | ―                          | 21    | 2     |
| Clube de Regatas Brasil · Brasil | 2.ª           | 2007          | 14    | 1     | ―       | ―       | ―                   | ―                   | ―                          | ―                          | 14    | 1     |
| Clube de Regatas Brasil · Brasil | Total club    | Total club    | 14    | 1     | ―       | ―       | ―                   | ―                   | ―                          | ―                          | 14    | 1     |
| TSG 1899 Hoffenheim · Alemania | 2.ª           | 2007-08       | 27    | 0     | ―       | ―       | 3                   | 0                   | ―                          | ―                          | 30    | 0     |
| TSG 1899 Hoffenheim · Alemania | 1.ª           | 2008-09       | 28    | 0     | ―       | ―       | 1                   | 0                   | ―                          | ―                          | 29    | 0     |
| TSG 1899 Hoffenheim · Alemania | 1.ª           | 2009-10       | 27    | 0     | ―       | ―       | 3                   | 0                   | ―                          | ―                          | 30    | 0     |
| TSG 1899 Hoffenheim · Alemania | 1.ª           | 2010-11       | 17    | 2     | ―       | ―       | 3                   | 0                   | ―                          | ―                          | 20    | 2     |
| TSG 1899 Hoffenheim · Alemania | Total club    | Total club    | 99    | 2     | ―       | ―       | 10                  | 0                   | ―                          | ―                          | 109   | 2     |
| Bayern de Múnich · Alemania | 1.ª           | 2010-11       | 14    | 1     | ―       | ―       | 2                   | 0                   | 2                          | 0                          | 18    | 1     |
| Bayern de Múnich · Alemania | 1.ª           | 2011-12       | 28    | 1     | ―       | ―       | 6                   | 0                   | 12                         | 0                          | 46    | 1     |
| Bayern de Múnich · Alemania | 1.ª           | 2012-13       | 22    | 4     | ―       | ―       | 4                   | 0                   | 10                         | 0                          | 36    | 4     |
| Bayern de Múnich · Alemania | Total club    | Total club    | 64    | 6     | ―       | ―       | 12                  | 0                   | 24                         | 0                          | 100   | 6     |
| VfL Wolfsburgo · Alemania | 1.ª           | 2013-14       | 29    | 4     | ―       | ―       | 4                   | 0                   | ―                          | ―                          | 33    | 4     |
| VfL Wolfsburgo · Alemania | 1.ª           | 2014-15       | 31    | 2     | ―       | ―       | 5                   | 4                   | 11                         | 1                          | 47    | 7     |
| VfL Wolfsburgo · Alemania | 1.ª           | 2015-16       | 22    | 1     | ―       | ―       | 1                   | 0                   | 7                          | 0                          | 30    | 1     |
| VfL Wolfsburgo · Alemania | 1.ª           | 2016-17       | 29    | 0     | ―       | ―       | 3                   | 0                   | ―                          | ―                          | 32    | 0     |
| VfL Wolfsburgo · Alemania | Total club    | Total club    | 111   | 7     | ―       | ―       | 13                  | 4                   | 18                         | 1                          | 142   | 12    |
| Olympique de Marsella Francia | 1.ª           | 2017-18       | 34    | 5     | ―       | ―       | 4                   | 1                   | 19                         | 0                          | 57    | 6     |
| Olympique de Marsella Francia | 1.ª           | 2018-19       | 30    | 2     | ―       | ―       | 2                   | 1                   | 6                          | 1                          | 38    | 4     |
| Olympique de Marsella Francia | 1.ª           | 2019-20       | 3     | 0     | ―       | ―       | ―                   | ―                   | ―                          | ―                          | 3     | 0     |
| Olympique de Marsella Francia | Total club    | Total club    | 67    | 7     | ―       | ―       | 6                   | 2                   | 25                         | 1                          | 98    | 10    |
| Fenerbahçe S. K. Turquía | 1.ª           | 2019-20       | 28    | 3     | ―       | ―       | 4                   | 0                   | ―                          | ―                          | 32    | 3     |
| Fenerbahçe S. K. Turquía | 1.ª           | 2020-21       | 34    | 1     | ―       | ―       | 3                   | 0                   | ―                          | ―                          | 37    | 1     |
| Fenerbahçe S. K. Turquía | 1.ª           | 2021-22       | 22    | 1     | ―       | ―       | 0                   | 0                   | 6                          | 0                          | 28    | 1     |
| Fenerbahçe S. K. Turquía | Total club    | Total club    | 84    | 5     | ―       | ―       | 7                   | 0                   | 6                          | 0                          | 97    | 5     |
| Al-Nassr Arabia Saudita | 1.ª           | 2022-23       | 29    | 5     | ―       | ―       | 3                   | 0                   | ―                          | ―                          | 32    | 5     |
| Al-Nassr Arabia Saudita | Total club    | Total club    | 29    | 5     | ―       | ―       | 3                   | 0                   | ―                          | ―                          | 32    | 5     |
| São Paulo F. C. · Brasil | 1.ª           | 2024          | 28    | 2     | 6       | 2       | 6                   | 1                   | 6                          | 0                          | 46    | 5     |
| São Paulo F. C. · Brasil | Total club    | Total club    | 28    | 2     | 6       | 2       | 6                   | 1                   | 6                          | 0                          | 46    | 5     |
| Total carrera | Total carrera | Total carrera | 517   | 37    | 6       | 2       | 57                  | 7                   | 79                         | 2                          | 659   | 48    |
| (1) Incluye datos de la Copa de Alemania (2007-08, 2008-09, 2009-10, 2010-11, 2011-12, 2012-13, 2013-14, 2014-15 y 2015-16) y la Supercopa de Alemania (2012 y 2015). (2) Incluye datos de la Liga de Campeones de la UEFA (2010-11, 2011-12, 2012-13 y 2015-16) y la Liga Europa de la UEFA (2014-15). |               |               |       |       |         |         |                     |                     |                            |                            |       |       |

## Palmarés

### Títulos nacionales
| Título                | Club             | País     | Año  |
| --------------------- | ---------------- | -------- | ---- |
| Supercopa de Alemania | Bayern de Múnich | Alemania | 2012 |
| 1. Bundesliga         | Bayern de Múnich | Alemania | 2013 |
| Copa de Alemania      | Bayern de Múnich | Alemania | 2013 |
| Copa de Alemania      | VfL Wolfsburgo   | Alemania | 2015 |
| Supercopa de Alemania | VfL Wolfsburgo   | Alemania | 2015 |
| Supercopa de Brasil   | São Paulo F. C.  | Brasil   | 2024 |

### Títulos internacionales
| Título                       | Club (*)            | Sede    | Año  |
| ---------------------------- | ------------------- | ------- | ---- |
| Liga de Campeones de la UEFA | Bayern de Múnich    | Londres | 2013 |
| Copa FIFA Confederaciones    | Selección de Brasil | Brasil  | 2013 |

(*) Incluyendo la selección.